# Frank Lloyd
Frank Lloyd (Glasgow, 2 de fevereiro de 1886 — Santa Mônica, 10 de agosto de 1960) foi um cineasta norte-americano nascido na Escócia.

## Carreira
Começou sua carreira nos Estados Unidos como ator, mas foi como diretor que revelou o seu talento.
Ganhou o Oscar de melhor diretor por dois filmes: The Divine Lady (1929) e Cavalcade (1933). Foi um dos 36 fundadores da Academia de Artes e Ciências Cinematográficas e seu presidente de 1934 a 1935.
Também dirigiu outros sucessos, como  East Lynne (1931), que recebeu uma indicação ao Oscar de Melhor Filme, Berkeley Square (1933) e O Grande Motim (1935).

## Filmografia selecionada
- The Test (1914) (ator)
- The Spy (1914) (ator)
- The Opened Shutters (1914) (ator)
- The Black Box (1915) (ator)
- The Gentleman from Indiana (1915)
- Jane (1915)
- The Reform Candidate (1915)
- Sins of Her Parent (1916)
- The Tongues of Men (1916)
- The Code of Marcia Gray (1916)
- The Intrigue (1916)
- David Garrick (1916)
- The Call of the Cumberlands (1916)
- Madame la Presidente (1916)
- The Making of Maddalena (1916)
- An International Marriage (1916)
- The Stronger Love (1916)
- Sins of Her Parent (1916)
- The World and the Woman (1916)
- A Tale of Two Cities (1917)
- The Kingdom of Love (1917)
- The Heart of a Lion (1917)
- Les Miserables (1917)
- When a Man Sees Red (1917)
- American Methods (1917)
- The Price of Silence (1917)
- The Rainbow Trail (1918)
- For Freedom (1918)
- Riders of the Purple Sage (1918)
- The Blindness of Divorce (1918)
- The Loves of Letty (1919)
- The World and Its Woman (1919)
- Pitfalls of a Big City (1919)
- The Man Hunter (1919)
- Madame X (1920)
- The Silver Horde (1920)
- The Woman in Room 13 (1920)
- The Great Lover (1920)
- The Invisible Power (1921)
- The Grim Comedian (1921)
- The Man from Lost River (1921)
- Roads of Destiny (1921)
- Oliver Twist (1922)
- The Eternal Flame (1922)
- The Sin Flood (1922)
- Black Oxen (1923)
- The Voice from the Minaret (1923)
- Within the Law (1923)
- Ashes of Vengeance (1923)
- The Sea Hawk (1924)
- The Silent Watcher (1924)
- Her Husband's Secret (1925)
- The Splendid Road (1925)
- Winds of Chance (1925)
- The Wise Guy (1926)
- The Eagle of the Sea (1926)
- Children of Divorce (1927)
- Adoration (1928)
- The Divine Lady (1929)
- Young Nowheres (1929)
- Weary River (1929)
- Drag (1929)
- Dark Streets (1929)
- The Lash (1930)
- The Way of All Men (1930)
- The Age for Love (1931)
- East Lynne (1931)
- A Passport to Hell (1932)
- Cavalcade (1933)
- Berkeley Square (1933)
- Hoop-La (1933)
- Servants' Entrance (1934)
- Mutiny on the Bounty (1935)
- Under Two Flags (1936)
- Wells Fargo (1937)
- Maid of Salem (1937)
- If I Were King (1938)
- Rulers of the Sea (1939)
- The Howards of Virginia (1940)
- This Woman is Mine (1941)
- The Lady from Cheyenne (1941)
- The Spoilers (1942) (produtor)
- Forever and a Day (1943)
- Blood on the Sun (1945)
- The Shanghai Story (1954)
- The Last Command (1955)